# Bahnstrecke Piepenburg–Regenwalde
| Kursbuchstrecke: | 111f (1934) 111g (1940) |                                   |                                   |
| Streckenlänge: | 15,5 km                 |                                   |                                   |
| Spurweite: | 1435 mm (Normalspur)    |                                   |                                   |
| |                         |                                   |                                   |
| \| \| \| Bahnstrecke von Köslin-–Kolberg \| \| \| \| 0,0 \| Piepenburg (Wyszogóra) \| Piepenburg (Wyszogóra) \| \| \| \| Bahnstrecke nach Gollnow–Stettin \| \| \| \| 3,8 \| Jennyshöhe (Janisław) \| Jennyshöhe (Janisław) \| \| \| 7,5 \| Ornshagen (Żerzyno) \| Ornshagen (Żerzyno) \| \| \| 13,9 \| Regenwalde Süd (Resko Południowe) \| Regenwalde Süd (Resko Południowe) \| \| \| \| Bahnstrecke von Wietstock–Plathe \| \| \| \| 15,5 \| Regenwalde Nord (Resko Północne) \| Regenwalde Nord (Resko Północne) \| \| \| \| Bahnstrecke nach Wurow–Labes \| \| |                         |                                   |                                   |
| Strecke |                         | Bahnstrecke von Köslin-–Kolberg   | Bahnstrecke von Köslin-–Kolberg   |
| Bahnhof | 0,0                     | Piepenburg (Wyszogóra)            | Piepenburg (Wyszogóra)            |
| Abzweig ehemals geradeaus und nach rechts |                         | Bahnstrecke nach Gollnow–Stettin  | Bahnstrecke nach Gollnow–Stettin  |
| Haltepunkt / Haltestelle (Strecke außer Betrieb) | 3,8                     | Jennyshöhe (Janisław)             | Jennyshöhe (Janisław)             |
| Haltepunkt / Haltestelle (Strecke außer Betrieb) | 7,5                     | Ornshagen (Żerzyno)               | Ornshagen (Żerzyno)               |
| Bahnhof (Strecke außer Betrieb) | 13,9                    | Regenwalde Süd (Resko Południowe) | Regenwalde Süd (Resko Południowe) |
| Abzweig geradeaus und von rechts (Strecke außer Betrieb) |                         | Bahnstrecke von Wietstock–Plathe  | Bahnstrecke von Wietstock–Plathe  |
| Bahnhof (Strecke außer Betrieb) | 15,5                    | Regenwalde Nord (Resko Północne)  | Regenwalde Nord (Resko Północne)  |
| Strecke (außer Betrieb) |                         | Bahnstrecke nach Wurow–Labes      | Bahnstrecke nach Wurow–Labes      |

Die Bahnstrecke Piepenburg–Regenwalde ist eine ehemalige Nebenstrecke, die bis 1945 von der Deutschen Reichsbahn (DR) betrieben wurde und heute auf polnischem Staatsgebiet innerhalb der Woiwodschaft Westpommern liegt.

## Verlauf
Die nur 15,5 Kilometer lange Bahnstrecke zwischen Piepenburg (polnisch Wyszogóra) und Regenwalde (Resko) verlief in West-Ost-Richtung und durchzog bis 1945 den südwestlichen Landkreis Regenwalde in Hinterpommern (im heutigen Gebiet der beiden Kreise Gryficki (deutsch Greifenberg) und Łobeski (Labes) ). Sie lag im Gebiet der Reichsbahndirektion Stettin und verband die frühere Kreisstadt Regenwalde direkt mit der Bahnstrecke Kolberg–Gollnow–Stettin ohne den Umweg über Plathe (Płoty).

## Geschichtliches
Die Eröffnung der Bahnstrecke Piepenburg–Regenwalde fand am 1. November 1893 statt. Damals führte sie nur bis zum Bahnhof Regenwalde Süd. Die Verbindung zum Bahnhof Regenwalde Nord wurde am 1. Mai 1907 in Betrieb genommen und damit der Anschluss an die Bahnstrecke Wurow–Wietstock hergestellt.
Die Bahnstrecke wurde als Folge des Zweiten Weltkrieges nach 1945 nicht mehr in Betrieb genommen und ist großteils demontiert.